# Rezerwat przyrody Kalwaria Pacławska
Kalwaria Pacławska – rezerwat przyrody znajdujący się na terenie gminy Fredropol, w powiecie przemyskim, w województwie podkarpackim, obok Kalwarii Pacławskiej, na gruntach wsi Huwniki i Nowosiółki Dydyńskie. Leży w obrębie Parku Krajobrazowego Pogórza Przemyskiego.
numer według rejestru wojewódzkiego – 78
dokument powołujący – Dz. Urz. Woj. Podkarpackiego z 2001 r. nr 38, poz. 643
powierzchnia według aktu powołującego – 173,18 ha, od 2017 roku przyjmowana jest wartość 173,30 ha
rodzaj rezerwatu – krajobrazowy
przedmiot ochrony (według aktu powołującego) – drzewostan bukowo-jodłowy oraz elementy krajobrazu kulturowego
Rezerwat chroni zbiorowisko roślinne grądu (ze starodrzewem dębowo-grabowym) i podgórskiej formy buczyny karpackiej oraz zespół drewnianych i murowanych kapliczek kalwaryjskich wzniesionych w latach 1825–1875.
W runie leśnym występują m.in. szałwia lepka, żywiec gruczołowaty, pierwiosnka wyniosła, kokorycz, zimowit jesienny.
Spośród ssaków występują tu m.in. jeleń europejski, sarna, dzik, zając szarak, jeż, kret. Awifaunę reprezentują m.in. puchacz, bocian czarny, trzmielojad, muchołówka białoszyja, puszczyk uralski, jarząbek i orlik krzykliwy.